# Ústav klasických studií Filozofické fakulty Masarykovy univerzity
Ústav klasických studií Filozofické fakulty Masarykovy univerzity (ÚKS FF MU) je jedním z mála vysokoškolských pracovišť v ČR, které se zaměřuje na klasickou filologii.

## Studijní obory
Ústav má od svých počátků ve 20. letech 20. století těžiště zájmu ve studiu latinského jazyka a klasického řeckého jazyka a příslušných literatur. Od roku 1993 se na Ústavu klasických studií zdárně rozvíjí rovněž studium novořeckého jazyka a literatury. V roce 2008 byl otevřen obor Mediteránní studia, jehož cílem je propojovat jazykovědné, literární a historické poznatky jednotlivých filologických oborů, které se svou působností vztahují k středomořskému kulturnímu prostoru. Jako poslední pak byl akreditován rovněž obor Dějiny starověku. Všechny zmíněné obory jsou akreditovány v bakalářském i navazujícím magisterském cyklu. Od roku 2010 je nabídka oborů ústavu dále rozšířena o navazující magisterské studium oboru Latinský jazyk a literatura středověku. Od roku 2018 je pak součástí nabídky také obor Pravěká archeologie Předního východu. Doktorské studium nabízejí obory Dějiny starověku, Klasická filologie, Latinská medievistika a Novořecký jazyk a literatura.
Ve všech případech je studium zaměřeno výrazně interdisciplinárně. Absolventi tak získávají kromě oborových znalostí rozsáhlý kulturněhistorický přehled a mohou se uplatnit ve všech profesích, jež vyžadují schopnost samostatného a kritického myšlení. Pedagogický záběr pracovníků ústavu tedy zasahuje na jedné straně do široké problematiky starých mediteránních indoevropských jazyků i do oblasti srovnávací indoevropské jazykovědy, na straně druhé do oblasti medievistiky a studia jazyků a literatur moderních.

## Výzkumná a publikační činnost
Výzkumnou a publikační činností je ústav zaměřen především k bádání v oblasti latinského a řeckého jazyka a literatury. V latinské medievistice se pracovníci ústavu podílejí především na moderní kritické edici latinského díla Mistra Jana Husa. Předmětem bádání jsou rovněž starověké dějiny a středověké i novověké dějiny Řecka. Členové ústavu publikují v ČR i v zahraničí. Od roku 1952 každoročně ústav vydává vlastní řadu (Řada klasická) Sborníku prací Filozofické fakulty brněnské univerzity (SPFFBU), která od roku 2009 vychází jako samostatný odborný časopis Graeco-Latina Brunensia (GLB). Příspěvky SPFFBU, řady klasické, stejně jako GLB jsou pravidelně excerpovány do specializovaných databází (L'Année philologique, Medioevo Latino, Poiesis aj.) i do obecných vědeckých databází, konkrétně do databáze ERIH a nejnověji (od roku 2012) i do databáze SCOPUS. Z grantových prostředků MŠMT vzniklo při ÚKS středisko elektronických databází řeckých a latinských textů antiky a středověku (ve spolupráci s Ústavem řeckých a latinských studií FF UK, Filozofickým ústavem Akademie věd ČR a Národní knihovnou České republiky). Ústav se také podílí na výzkumných záměrech MŠMT a na řadě grantových projektů podporovaných českými výzkumnými agenturami i evropskými fondy.

## Zahraniční spolupráce
Ústav klasických studií spolupracuje s řadou významných evropských univerzitních pracovišť. V rámci těchto kontaktů mají studenti možnost získat stipendijní pobyty, např. do Rakouska, Německa, Polska, Itálie, Francie, Španělska či Řecka. Ústav rovněž pravidelně navštěvují renomovaní zahraniční odborníci a obohacují krátkodobými přednáškovými kurzy výukovou nabídku pracoviště. Výjimečně úspěšnou tradicí ústavu se stala také mezinárodní setkání studentů a začínajících badatelů oborově spřízněných středoevropských univerzit Laetae segetes.

## Další aktivity
Dlouhou tradici mají na Ústavu klasických studií každoročně pořádaná setkání se středoškolskými učiteli klasických jazyků. V roce 2013 získal ÚKS akreditaci dvou vzdělávacích programů zaměřených na zvyšování kvalifikace středoškolských pedagogů. Při Ústavu klasických studií působí rovněž brněnská pobočka Jednoty klasických filologů, která pravidelně pořádá odborné přednášky, a také Česká společnost novořeckých studií, která každoročně vydává odborný recenzovaný časopis Neograeca Bohemica.
Při ústavu působí studentský spolek, který se snaží sdružovat studenty napříč jednotlivými obory a ročníky prostřednictvím různých aktivit (pasování prváků, komentovaná promítání, Saturnálie a další) a zaštiťuje také činnost divadelního souboru Titivillus.
Ve školním roce 2017/18 se ústav rozhodl pořádat rovněž příměstské tábory. První turnus měl název "Za ztraceným pokladem s antickými hrdiny" a účastníci zde každý den "pomáhali" antickým hrdinům (například Héraklovi) nalézt jeden z klíčů od truhly, kde se ukrýval poklad olympských bohů. K organizaci tábora byly inspirací podobné počiny v Anglii.
V lednu 2018 zde byla založena Antická společnost, studentský i veřejný spolek, který se snaží oživit antiku. Antická společnost spolu s Ústavem klasických studií organizovala několik veřejných akcí (např. Expedice po stopách tažení Alexandra Velikého, Soutěž v antickém pětiboji, Stathmos ad.). V září 2019 (26.-29.) proběhne dále větší několikadenní akce Antické dny. 

## Vybavení ústavu
Učitelům i studujícím ústavu jsou k dispozici odborné knihovny, každá se samostatným depozitářem a odlišnými výpůjčními hodinami: Knihovna pro klasickou filologii, Knihovna starověkých dějin, Knihovna novořečtiny, Düchtingova knihovna zaměřená na latinský středověk, Knihovna oddělení Pravěké archeologie Předního východu.

## Významné osobnosti
Na Masarykově univerzitě v Brně, která byla založena v roce 1919, působili žáci pražského klasického filologa Josefa Krále, např. František Novotný, Karel Svoboda, Ferdinand Stiebitz a Vladimír Groh. Dále jsou s brněnskou klasickou filologií spjati Jaroslav Ludvíkovský, Radislav Hošek, Josef Češka, Antonín Bartoněk.